# Bolszaja Tiulakowa
Bolszaja Tiulakowa (ros. Большая Тюлякова) – wieś (dieriewnia) w Rosji, w obwodzie czelabińskim, w rejonie kunaszackim. W 2010 liczyła 371 mieszkańców.